# Hermannplatz (Berlins tunnelbana)
Hermannplatz är en tunnelbanestation för linjerna U7 och U8. Stationen är en av de mest trafikerade i tunnelbanenätet. 
Stationen ritades av Alfred Grenander och Alfred Fehse. Vid öppnandet var den ett novum, dels genom att rulltrappor för första gången användes i tunnelbanan och dels genom direktingången till varuhuset Karstadts källarplan från tunnelbanan.
1993 renoverades stationen men färger och kaklet återgavs inte exakt jämfört med originalen. 
Stationen ligger under Hermannplatz med utgångar även vid Hasenheide och Karl-Marx-Strasse.

## Galleri

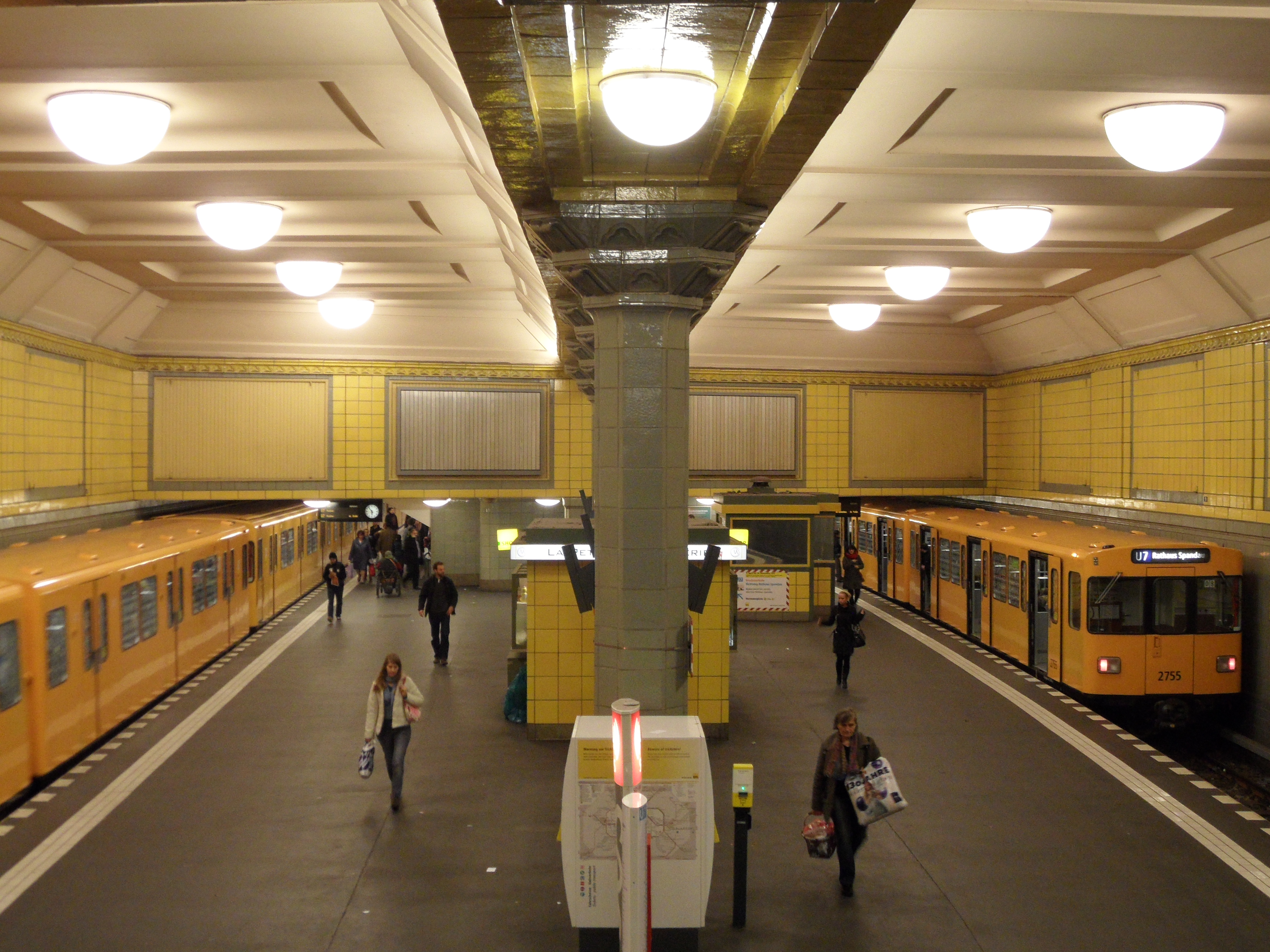
Perrong för linje U7
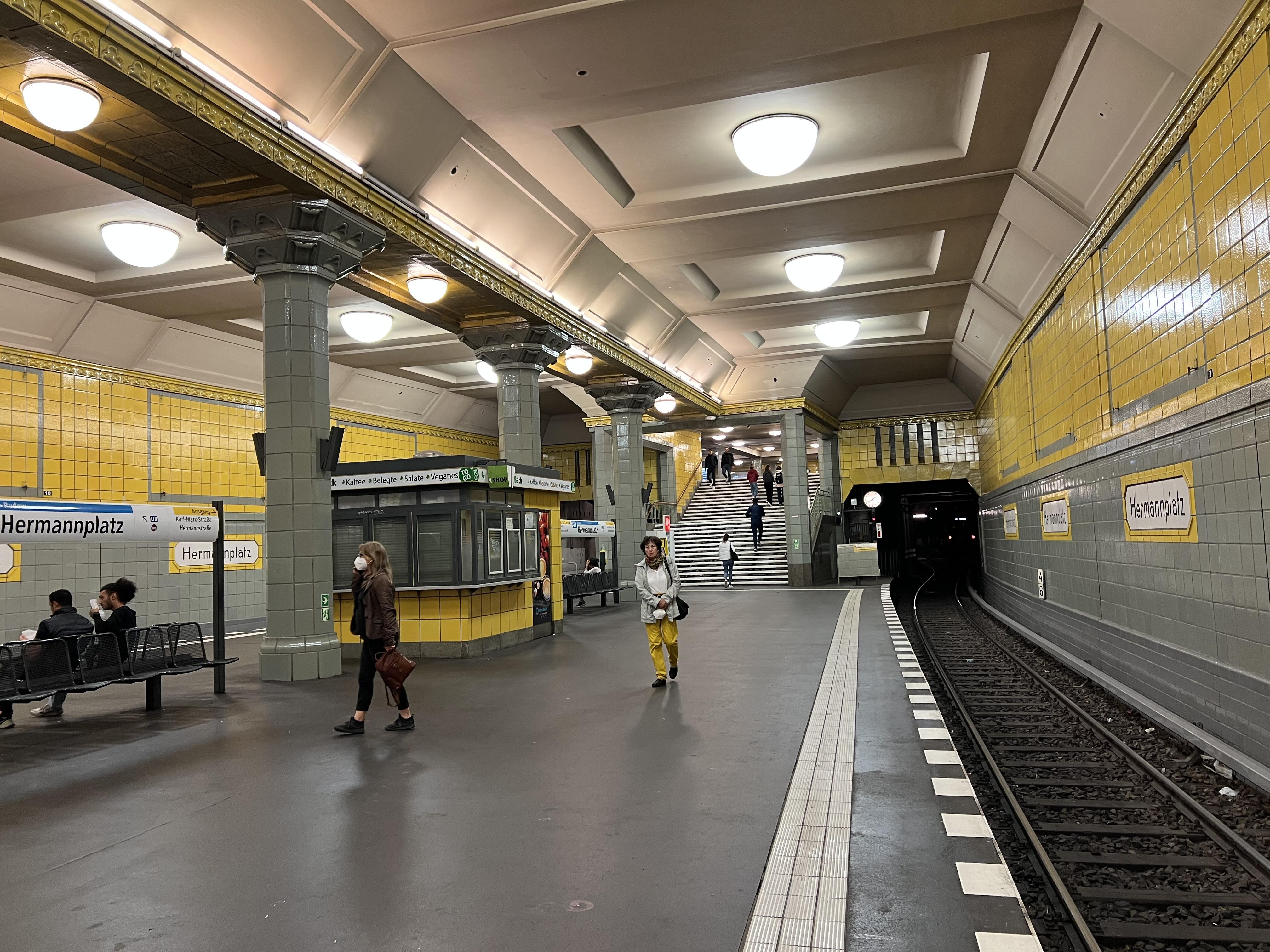
U7
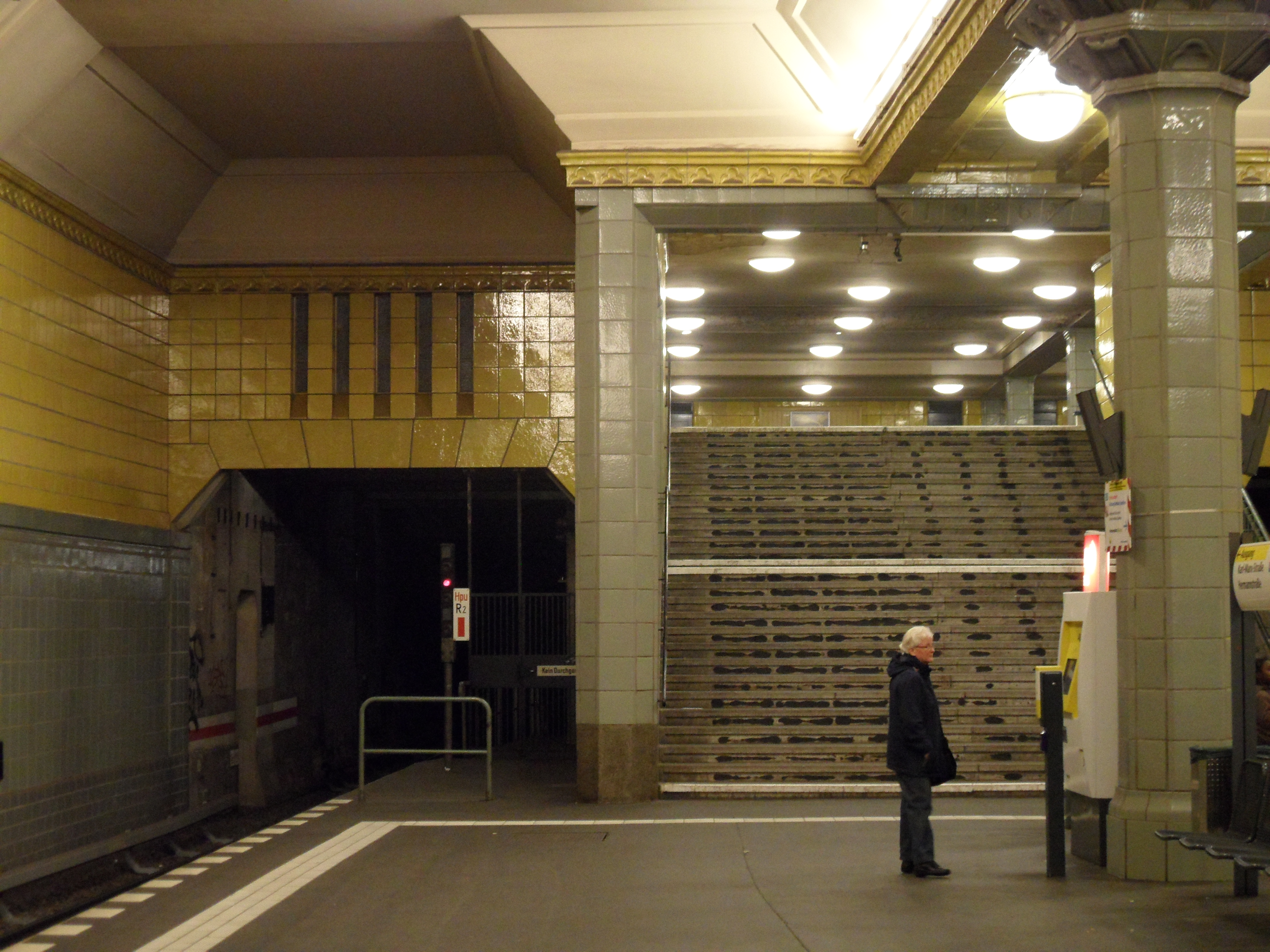
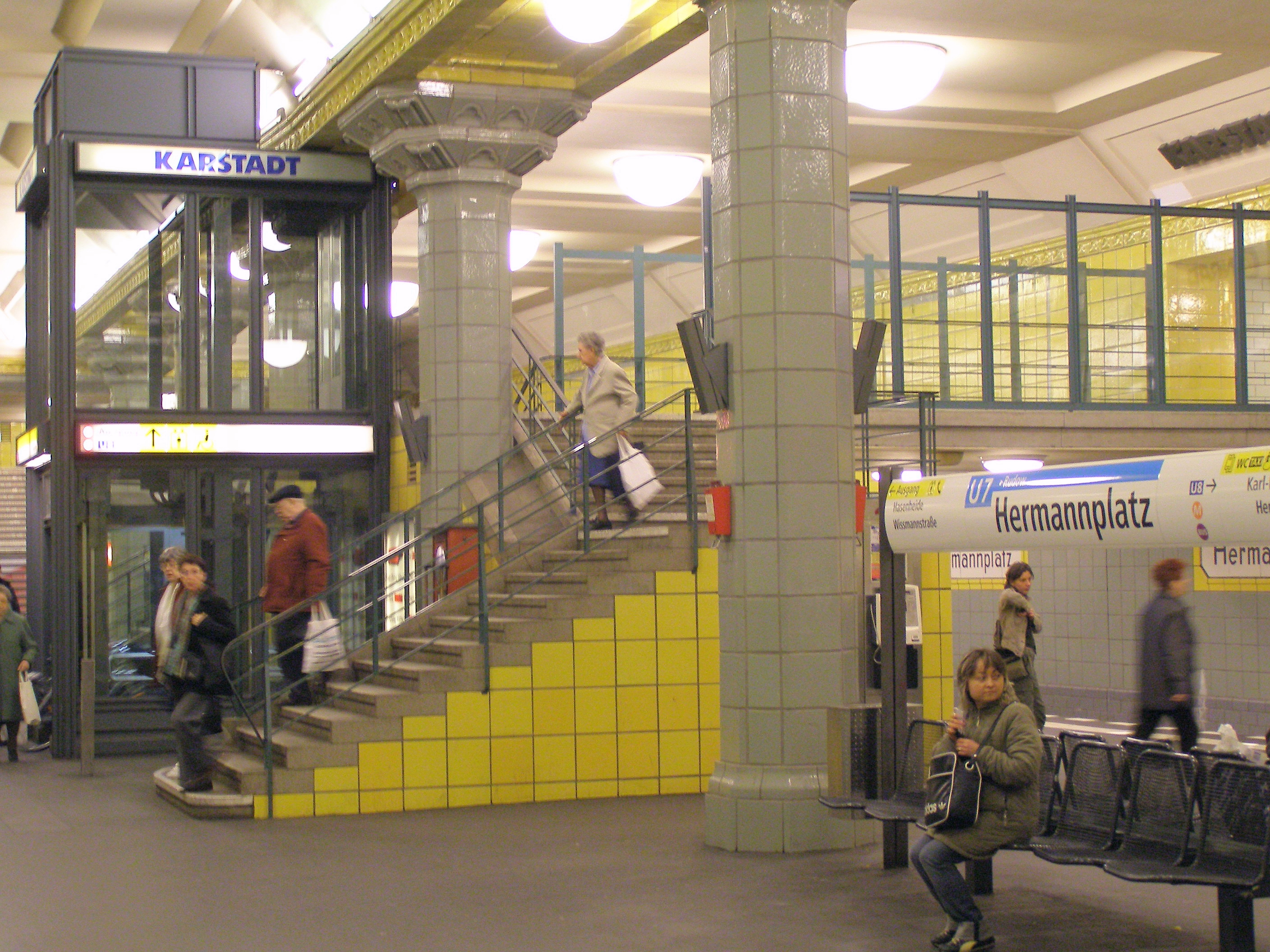
Entré till Karstadt
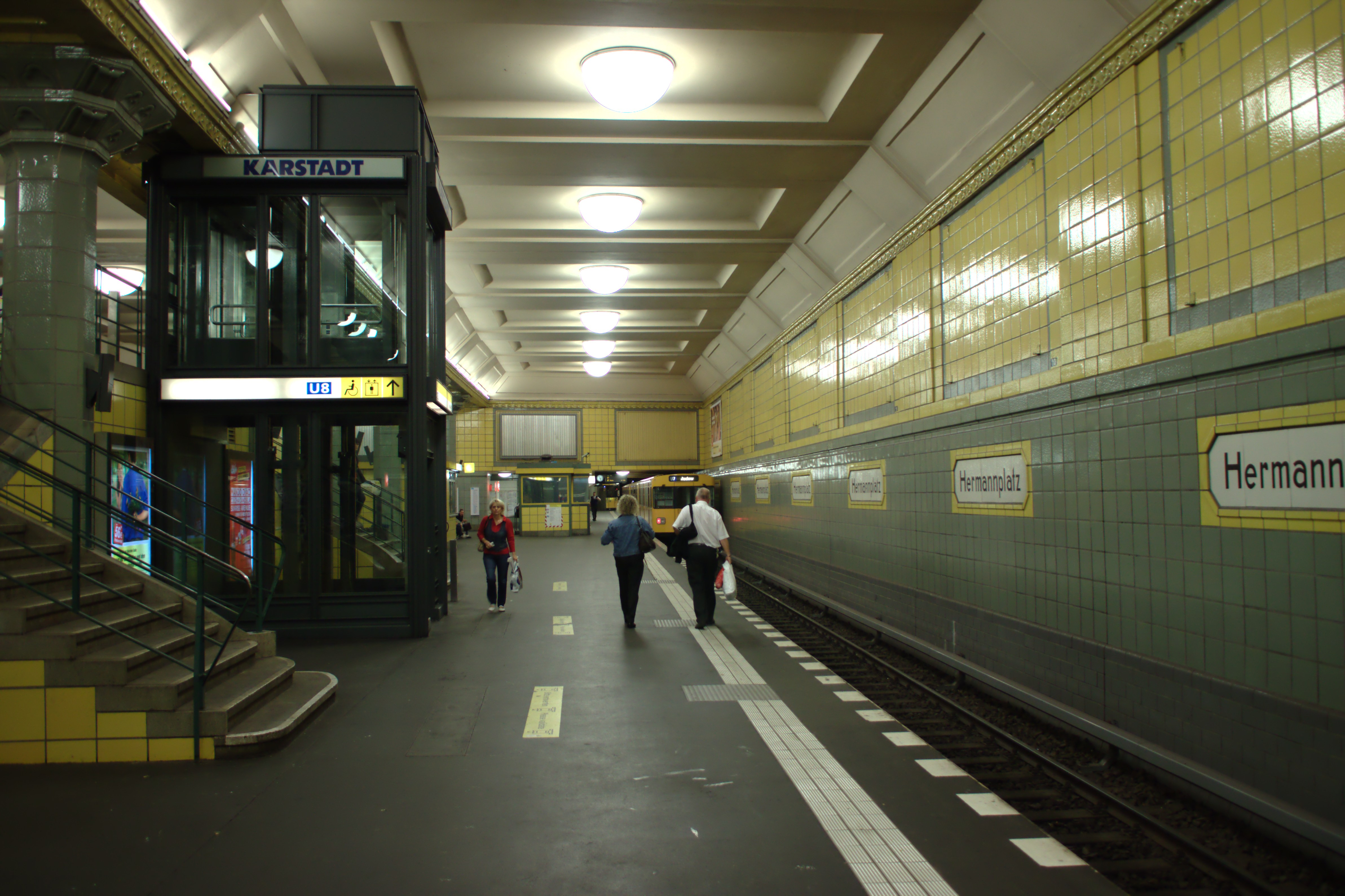
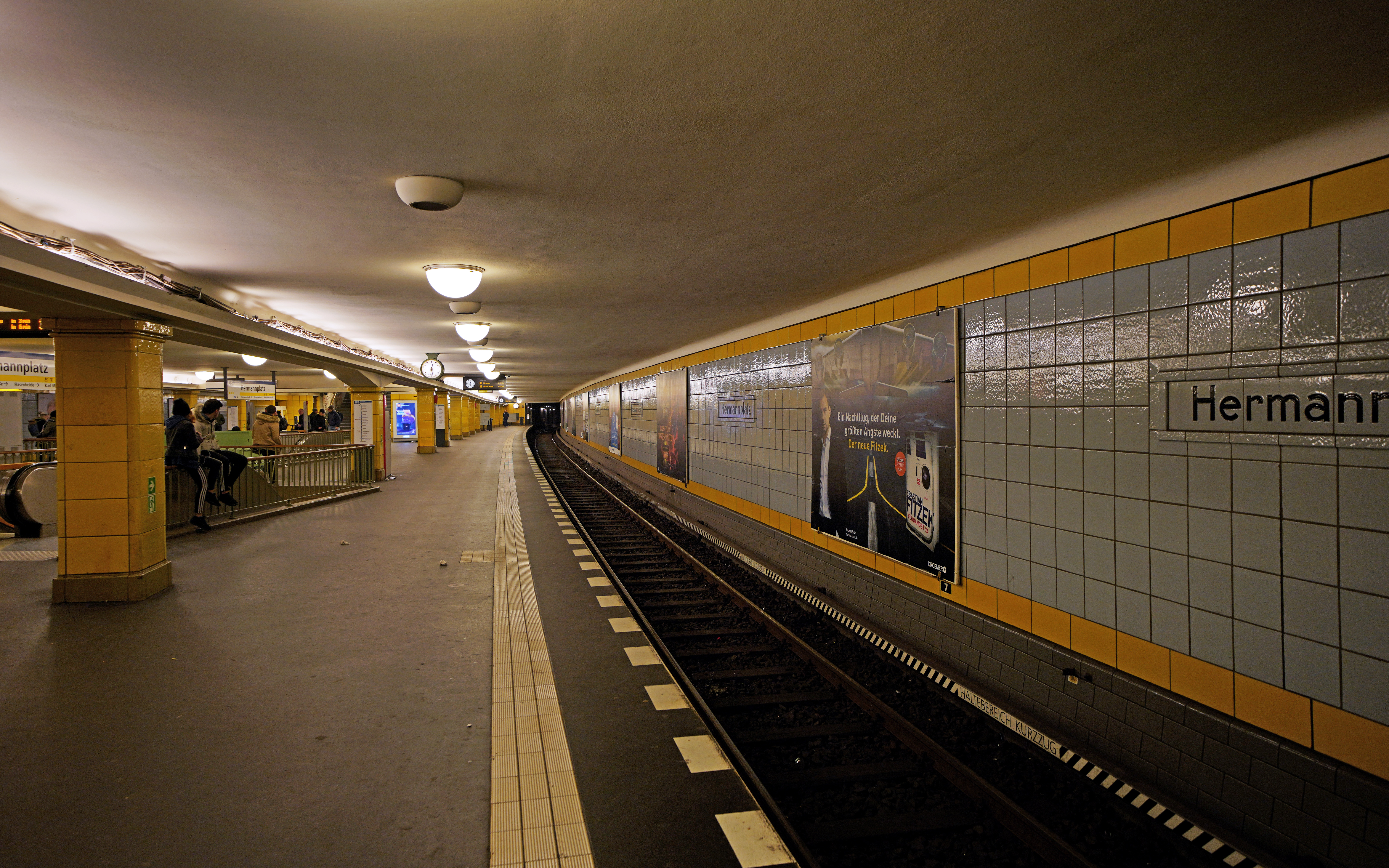
Perrong för linje U8